# 1187
Cette page concerne l'année 1187  du calendrier julien. Pour l'année 1187 av. J.-C., voir 1187 av. J.-C.
L'année 1187 est une année commune qui commence un jeudi.

## Événements
- Saladin proclame la guerre sainte contre les Francs au début de l’année[1].
- 1er mai : victoire de Saladin sur les Templiers et les Hospitaliers à la bataille de La Fontaine du Cresson, près de Nazareth[2].
- Mai-juin : prise de Nichapur par le Khwârazm-Shahs Ala ad-Din Tekish[3].

- 24 juin : bataille d’Oumra près de Gafsa dans le désert tunisien entre les Almohades et les rebelles almoravides[4].

- 2 juillet : prise de Tibériade par Saladin[5].
- 3 - 4 juillet : Saladin défait les chrétiens conduits par Guy de Lusignan à la bataille de Hattin. Presque toute la chevalerie franque est tuée ou capturée. Saladin se rend maître en quelques semaines des États chrétiens à l’exception de quelques places côtières isolées les unes des autres (Tyr, Tripoli, Antioche et son port, ainsi que trois citadelles isolées).
- 29 juillet : capitulation de Saïda[6].
- 23 août-5 septembre : siège et prise d’Ascalon par Saladin qui laisse les habitants chrétiens quitter la ville avec leurs biens[7].
- 20 septembre : début du siège de Jérusalem[7].
- 2 octobre : Saladin gagne Jérusalem, après 88 ans d’occupation des Croisés. Aucun chrétien n’est inquiété. Si les Francs doivent payer une rançon pour quitter la ville, ils peuvent vendre ou emporter leurs biens[7]. Des dizaines de milliers d’entre eux peuvent se retrancher dans Tyr.

- 14 octobre[8] : l’almoravide Ali Ibn Ghaniya est battu à al-Hamma dans la région de Gabès par al-Mansur. Il parvient à s’enfuir dans le désert. Les Almohades reprennent Gabès à son allié Karakouch, prince de Tripoli (15 octobre), puis Tawsar et Gafsa (1188)[9].

- 29 octobre : le pape Grégoire VIII fulmine la bulle Audita tremendi qui appelle à la troisième croisade. Le légat Henri de Marcy, cardinal d’Albano, Pierre de Blois et Guillaume, archevêque de Tyr, prêchent la troisième croisade[10].
- Novembre : Saladin met le siège devant Tyr défendue par Conrad de Montferrat. Il doit lever le siège faute d’argent[11].

### Europe
- Février : le basileus Isaac II Ange restitue aux Vénitiens leurs privilèges antérieurs[5].
- 21 juin : reprise de la guerre entre Philippe Auguste et Henri II d’Angleterre. Philippe Auguste attaque le Berry, prend Issoudun, Graçay et met le siège devant Châteauroux. Une trêve est négociée par les légats du pape. Philippe obtient Issoudun. Il achève la conquête du Berry l’année suivante[12].
- 11 juillet : attributions de fueros (droits) au port cantabrique de Santander[13].
- Septembre : nouvelle campagne de Isaac II Ange contre les Bulgares révoltés de Ivan Asen Ier, qui menacent Andrinople avec l’aide des Valaques et des Coumans[14].
- 1er octobre : mort de Iaroslav Osmomysl[15]. Des troubles éclatent en Galicie entre son fils légitime Vladimir Iaroslavitch, qui n’a obtenu par testament que Przemyśl, et son demi-frère Oleg, fils d’une concubine, choisit par Iaroslav comme successeur. Vladimir chasse Oleg et devient prince de Galitch (fin en 1197)[16].
- 11 octobre : l’armée byzantine est battue par les Coumans à Beroe[17].
- 21 octobre: élection du pape Grégoire VIII[18]. Il a 87 ans et ne verra pas Rome; il meurt à Pise le 17 décembre de cette même année 1187. Il a le temps cependant d’appeler à la troisième croisade, après la chute de Jérusalem (bulle Audita tremendi du 29 octobre).
- Octobre : prise et destruction du château de Veillane (Avigliana). Humbert III de Savoie est mis au ban de l’empire et le Piémont est de nouveau ravagée par les impériaux du fils de l’empereur, Henri VI[19].

- 19 décembre: début du pontificat de Clément III (fin en 1191)[18]. Élu pape au conclave de Pise Clément III pacifie Rome et fait reconnaître son autorité sur le sénat. Il conclut la paix avec Frédéric Barberousse.

- Des pirates finnois détruisent la ville commerçante de Sigtuna sur le lac Mälar (Suède)[20].

## Naissances en 1187

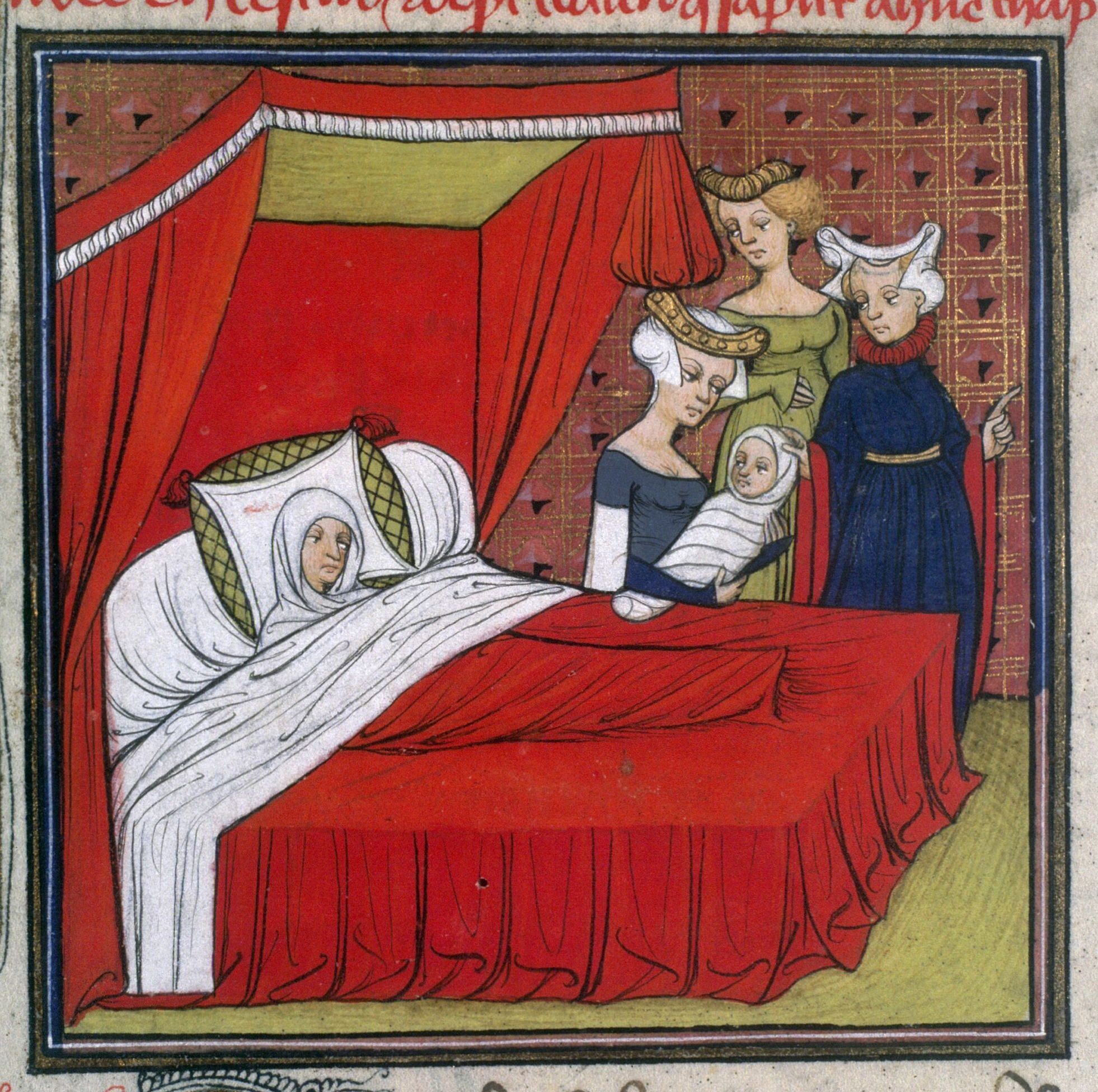
Naissance de Louis VIII.